# Guida Videogiochi
Guida Videogiochi è una rivista italiana mensile dedicata ai videogiochi per tutte le piattaforme, pubblicata dal 1989 al 1990 dal Gruppo Editoriale Jackson. Negli ultimi mesi cambiò titolo in Trucchi e Segreti Videogiochi. Era la seconda rivista di questo tipo dell'editore, dopo Videogiochi, e fu seguita a sua volta da Computer+Videogiochi. Nel 1990 ebbe come allegato per qualche mese la rivista Console, che fu la prima rivista italiana dedicata esclusivamente alle console.

## Storia
Guida Videogiochi iniziò le pubblicazioni a giugno 1989, due anni dopo la cessazione di Videogiochi dello stesso Gruppo Editoriale Jackson. Aveva il sottotitolo La grande guida a tutti i giochi elettronici e non, che mantenne sempre fino alla chiusura; si proponeva infatti di dedicare uno spazio anche ai giochi da tavolo. Quasi tutti i numeri della rivista hanno un paio di pagine sull'argomento, nella rubrica Non solo video.
Fu preceduta di poco anche da Videogiochi C64, un settimanale Jackson di 16 pagine che uscì ad aprile-luglio 1989, dedicato principalmente ad accompagnare un videogioco originale per Commodore 64 della CRL, ma pur sempre una piccola rivista di settore completa di contenuti generali. Alcuni elementi grafici di Videogiochi C64 vennero poi riutilizzati per Guida Videogiochi, come la rubrica della posta Pony Express.
Una caratteristica distintiva di Guida Videogiochi è che aveva i diritti esclusivi di traduzione di due importanti riviste di settore francesi, Tilt e Micro News, mentre spesso le concorrenti facevano riferimento a riviste anglosassoni. In particolare da Tilt prendeva la prima parte riguardante i giochi per computer, mentre da Micro News prendeva l'argomento console.
Solo fino al n. 5 dichiarava anche di avere i diritti sulla rivista statunitense Compute!.
In generale quasi tutto il contenuto era frutto di traduzione. La parte delle notizie era tradotta da Tilt, eccetto le informazioni prettamente italiane. Le recensioni erano tradotte, come anche la rubrica Insert Coin dedicata alle macchine da sala giochi. Le classifiche erano italiane.
Solo le recensioni relative ai giochi per computer usano un sistema di votazione, derivato da Tilt, che comprende un valore di "interesse", che può arrivare fino a 20, e tre voci per "animazione", "grafica" e "suono", ciascuna rappresentata con stelline, fino a un massimo di 6. Le recensioni per console di solito non danno giudizi quantitativi.
Degna di nota è la rubrica Retrospettiva, presente in molti numeri e dedicata a una sorta di retrogaming; nonostante l'industria videoludica fosse ancora relativamente giovane, si faceva già interessante riscoprire i classici del passato.
La grafica di Guida Videogiochi era semplice, quasi minimalista. Un altro tratto distintivo della rivista era l'uso del piccolo formato A5 per la carta, metà delle dimensioni che avevano di solito gli altri periodici di settore, che utilizzavano l'A4 o simile. L'editore Jackson in precedenza aveva tentato anche l'opposto, usando il grande formato A3 stile quotidiano per Videogiochi News, l'ultima versione di Videogiochi, con poco successo.
A partire dal gennaio 1990 la sezione relativa alle console venne letteralmente separata, diventando una rivista più piccola allegata, Console, sottotitolata La prima rivista italiana di videogiochi e accessori per console. Tuttavia presto tornò a essere una parte interna della rivista principale, dopo la quinta e ultima uscita del maggio 1990. A differenza di Guida Videogiochi, Console è in formato più grande, ma ci furono molte richieste dei lettori di tornare al formato tascabile; questo portò alla decisione di reintegrarla nella rivista principale, senza per questo ridurre la quantità di contenuti.
I cinque inserti Console offrivano alcune recensioni non comuni, di giochi non trattati altrove, e in seguito sono divenuti molto ricercati in ambito collezionistico.
La rivista cambiò titolo in Trucchi e Segreti Videogiochi negli ultimi quattro numeri, a partire dal settembre 1990. Secondo un ex redattore il motivo sarebbe che, in base ad alcune segnalazioni pervenute, la parola "Guida" faceva pensare piuttosto a un catalogo.
La rivista aveva successo, ma nonostante ciò chiuse dopo soli 17 numeri, nel dicembre 1990, per essere sostituita senza interruzioni da Computer+Videogiochi, che iniziò le pubblicazioni nel gennaio 1991 con la stessa redazione. Sempre secondo l'ex redattore, nelle intenzioni iniziali Guida Videogiochi era una rivista di punta, ma successivamente nacque il progetto di Computer+Videogiochi per adattarsi all'evoluzione del mercato. Guida Videogiochi aveva anche ricevuto qualche occasionale critica per le sue notizie non sempre fresche; ciò era dovuto alla latenza con la rivista Tilt.

## Elenco uscite
|      | Gen | Feb | Mar | Apr | Mag | Giu | Lug | Ago | Set | Ott | Nov | Dic |
| 1989 |     |     |     |     |     | 1   | 2   | 2   | 3   | 4   | 5   | 6   |
| 1990 | 7   | 8   | 9   | 10  | 11  | 12  | 13  | 13  | 14  | 15  | 16  | 17  |

- L'allegato Console uscì in cinque numeri, da gennaio a maggio 1990.
- A giugno 1990 uscì il supplemento Speciale videogiochi estate '90.
- A dicembre 1990 uscì il supplemento Speciale annuario videogiochi '91.